# Deutscher Filmpreis 2020

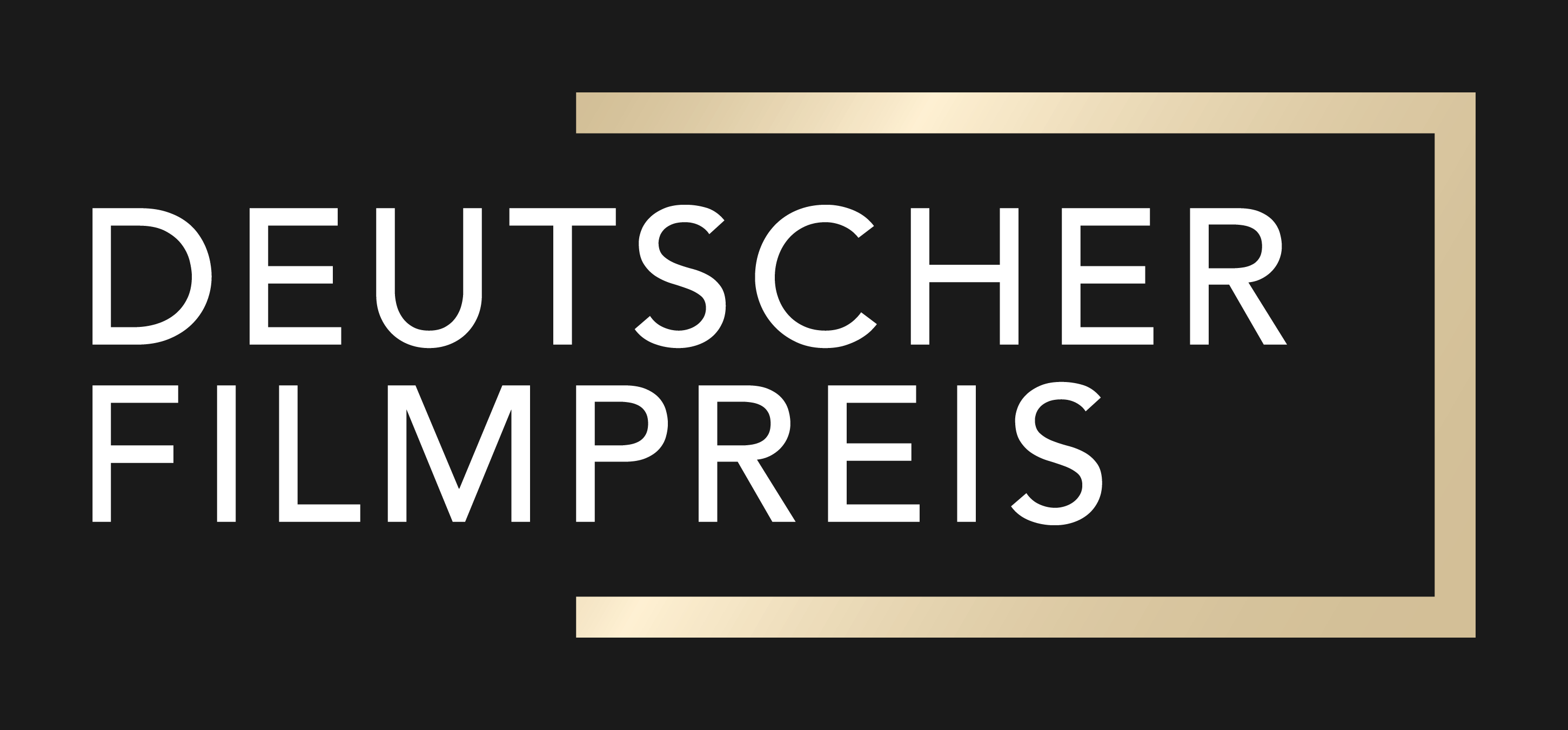
Logo des Deutschen Filmpreises seit 2019

Die 70. Verleihung des Deutschen Filmpreises (Lola) fand am 24. April 2020 statt. Die Auszeichnung ist mit 2,955 Mio. Euro die höchstdotierte Kulturauszeichnung Deutschlands und wird nach der Wahl durch die Mitglieder der Deutschen Filmakademie von Kulturstaatsministerin Monika Grütters in bis zu 18 Kategorien vergeben. Ursprünglich als Preisgala mit großem Publikum geplant, wurde die Veranstaltung aufgrund der COVID-19-Pandemie als Live-Fernsehshow mit zugeschalteten Gästen konzipiert.

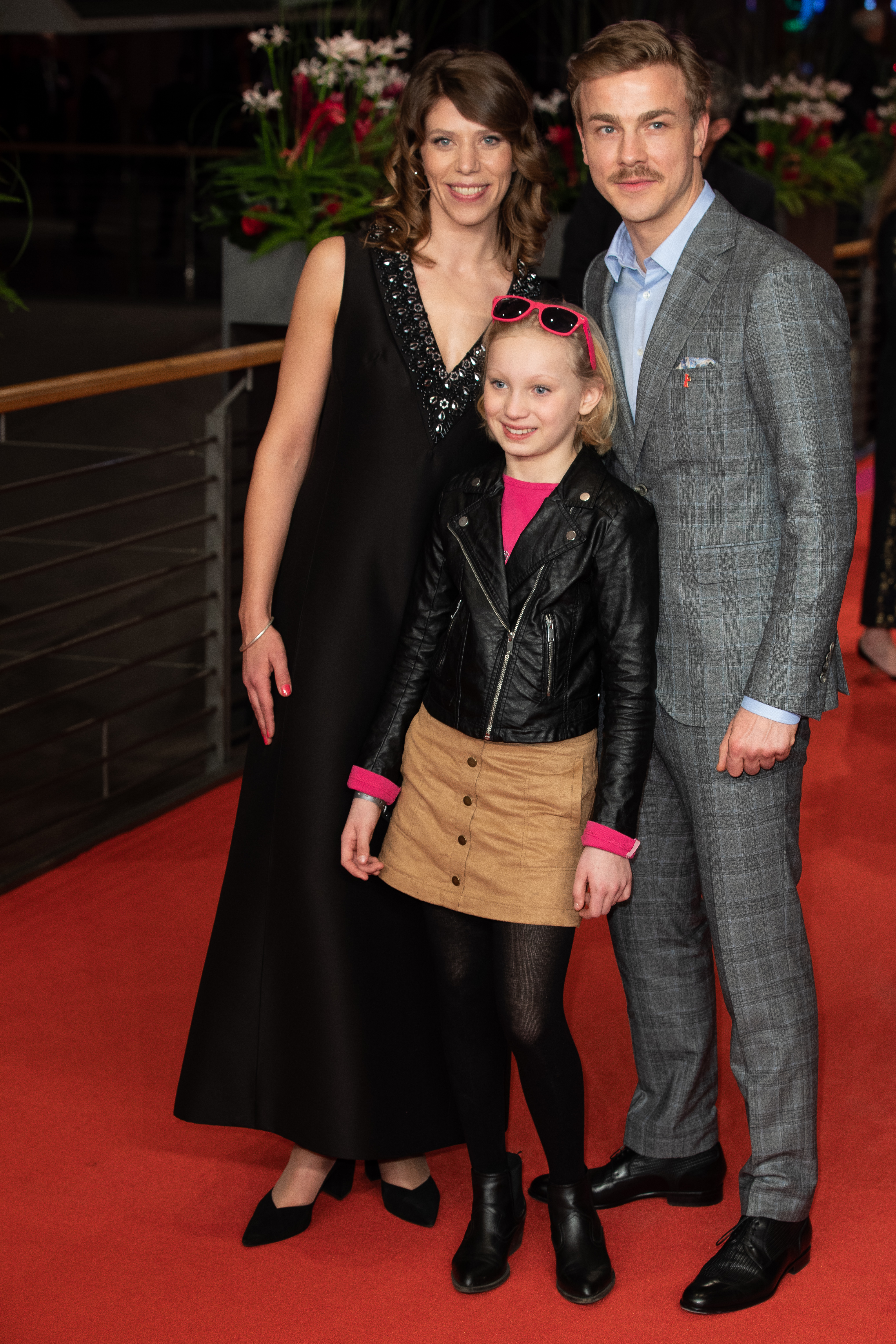
Regisseurin Nora Fingscheidt mit ihren beiden Hauptdarstellern Helena Zengel und Albrecht Schuch bei der Präsentation von Systemsprenger auf der Berlinale 2019

Am häufigsten ausgezeichnet wurde das Drama Systemsprenger von Nora Fingscheidt, das acht seiner zehn Nominierungen in Siege umsetzen konnte, darunter in den Kategorien Spielfilm, Regie und Drehbuch sowie für die beiden Hauptdarsteller Helena Zengel und Albrecht Schuch.

## Verleihung
| Film                                            | N  | A |
| ----------------------------------------------- | -- | - |
| Berlin Alexanderplatz                           | 11 | 5 |
| Systemsprenger                                  | 10 | 8 |
| Es gilt das gesprochene Wort                    | 5  | 1 |
| Ich war noch niemals in New York                | 5  | 0 |
| Lindenberg! Mach dein Ding                      | 4  | 2 |
| Deutschstunde                                   | 2  | 0 |
| Freies Land                                     | 2  | 0 |
| Narziss und Goldmund                            | 2  | 0 |
| Schlingensief – In das Schweigen hineinschreien | 2  | 0 |
| Undine                                          | 2  | 0 |

### Vorauswahl und Einführung neuer Kategorie
Die Vorauswahl für den Bereich Dokumentarfilm mit 15 Filmen wurde am 16. Dezember 2019 bekannt gegeben. Die Bekanntgabe der Vorauswahlen für die Bereiche Spielfilm mit 27 Filmen und Kinderfilm mit 8 Filmen erfolgte am 7. Januar 2020. Damit war die erste Stufe des dreistufigen Wahlverfahrens abgeschlossen. Die 2000 Mitglieder der Deutschen Filmakademie sichteten die vorausgewählten Filme und stimmten bis Mitte März 2020 über die Nominierungen ab. Die Bekanntgabe der Nominierungen erfolgte am 11. März 2020.
Erstmals wurde 2020 auch eine Lola in der Preiskategorie Beste visuelle Effekte und Animation vergeben. Dieser Preis ist, wie die meisten Einzelleistungs-Kategorien, mit 10 000 Euro dotiert.

### Änderung des Veranstaltungskonzepts
Die Verleihung war wie in den Vorjahren auch als Gala-Veranstaltung mit Publikum geplant und sollte ursprünglich zeitversetzt von der ARD im Fernsehen ausgestrahlt werden. Aufgrund der COVID-19-Pandemie und eines in Deutschland geltenden Kontaktverbots wurde knapp drei Wochen vor dem Veranstaltungstermin eine Veränderung des Konzepts bekannt gegeben. So wurde die Verleihung nun live ausgestrahlt, während Filmschaffende, Musiker und Laudatoren aus ihren Wohnzimmern dazugeschaltet wurden. Die Deutsche Filmakademie hatte sich eigenen Angaben zufolge zuvor intensiv mit Kulturstaatsministerin Grütters und der ARD beraten.
Als Moderator durch den Abend führte der Schauspieler Edin Hasanović. Er hatte bereits den Deutschen Filmpreis 2018 gemeinsam mit der damaligen Präsidentin der Deutschen Filmakademie Iris Berben moderiert. Die künstlerische Leitung oblag weiterhin der ursprünglich ausgewählten Regisseurin Sherry Hormann. Um die Mitarbeiter der Produktion nicht zu gefährden, sollten die Vorbereitungen zur 70. Verleihung komplett im Home Office stattfinden. Die ARD-Gemeinschaftsproduktion entstand unter Federführung des Rundfunks Berlin-Brandenburg (rbb).

### Bekanntgabe des Ehrenpreisträgers
Am 5. März 2020 wurde bereits der erste Preisträger bekannt gegeben: der Regisseur, Autor und Produzent Edgar Reitz wird mit dem Ehrenpreis für herausragende Verdienste um den deutschen Film ausgezeichnet. Ulrich Matthes, Präsident der Deutschen Filmakademie kommentierte die Entscheidung der Auswahlkommission so: „Edgar Reitz hat vor allem mit seinen "Heimat"- Filmen unvergesslich poetische Menschen und Bilder erfunden. Sie leuchten über sich und ihren Mikrokosmos weit hinaus. Und er hat gezeigt, dass das aufgeladene Wort “Heimat” zu komplex ist, um es den Nationalisten vom rechten Rand zu überlassen“.

## Preisträger und Nominierungen

### Bester Spielfilm
| Auszeichnung        | Filmtitel                    | Produktion                                         | Regie            |
| ------------------- | ---------------------------- | -------------------------------------------------- | ---------------- |
| Filmpreis in Gold   | Systemsprenger               | Peter Hartwig, Jonas Weydemann, Jakob D. Weydemann | Nora Fingscheidt |
| Filmpreis in Silber | Berlin Alexanderplatz        | Leif Alexis, Jochen Laube, Fabian Maubach          | Burhan Qurbani   |
| Filmpreis in Bronze | Es gilt das gesprochene Wort | Ingo Fliess                                        | İlker Çatak      |

außerdem nominiert:
- Lara – Produktion: Marcos Kantis, Martin Lehwald, Michal Pokorny
- Lindenberg! Mach dein Ding – Produktion: Michael Lehmann, Johannes Pollmann, Günther Russ
- Undine – Produktion: Florian Koerner von Gustorf, Michael Weber, Margaret Ménégoz

### Bester Dokumentarfilm
Born in Evin – Produktion: Alex Tondowski, Ira Tondowski
- Heimat ist ein Raum aus Zeit – Produktion: Heino Deckert
- Schlingensief – In das Schweigen hineinschreien – Produktion: Frieder Schlaich, Irene von Alberti

### Bester Kinderfilm
Als Hitler das rosa Kaninchen stahl – Produktion: Jochen Laube, Fabian Maubach Clementina Hegewisch
- Fritzi – Eine Wendewundergeschichte – Produktion: Ralf Kukula, Richard Lutterbeck

### Bestes Drehbuch
Nora Fingscheidt – Systemsprenger
- Martin Behnke, Burhan Qurbani – Berlin Alexanderplatz
- Nils Mohl, Ilker Çatak – Es gilt das gesprochene Wort

### Beste Regie
Nora Fingscheidt – Systemsprenger
- Ilker Çatak – Es gilt das gesprochene Wort
- Burhan Qurbani – Berlin Alexanderplatz

### Beste weibliche Hauptrolle
Helena Zengel – Systemsprenger
- Anne Ratte-Polle – Es gilt das gesprochene Wort
- Alina Șerban – Gipsy Queen

### Beste männliche Hauptrolle
Albrecht Schuch – Systemsprenger
- Jan Bülow – Lindenberg! Mach dein Ding
- Welket Bungué – Berlin Alexanderplatz

### Beste weibliche Nebenrolle
Gabriela Maria Schmeide – Systemsprenger
- Jella Haase – Berlin Alexanderplatz
- Lisa Hagmeister – Systemsprenger

### Beste männliche Nebenrolle
Albrecht Schuch – Berlin Alexanderplatz
- Pasquale Aleardi – Ich war noch niemals in New York
- Godehard Giese – Es gilt das gesprochene Wort

### Beste Kamera/Bildgestaltung
Yoshi Heimrath – Berlin Alexanderplatz
- Frank Lamm – Deutschstunde
- Jieun Yi – O Beautiful Night

### Bester Schnitt
Stephan Bechinger, Julia Kovalenko – Systemsprenger
- Bettina Böhler – Schlingensief – In das Schweigen hineinschreien
- Heike Gnida – Pelikanblut
- Andreas Menn – Mein Ende. Dein Anfang.

### Bestes Szenenbild
Silke Buhr – Berlin Alexanderplatz
- Matthias Müsse – Ich war noch niemals in New York
- Sebastian Soukup – Narziss und Goldmund
- Tim Tamke – Freies Land

### Bestes Kostümbild
Sabine Böbbis – Lindenberg! Mach dein Ding
- Ingken Benesch – Freies Land
- Thomas Oláh, Nora Bates – Ich war noch niemals in New York

### Bestes Maskenbild
Astrid Weber, Hannah Fischleder – Lindenberg! Mach dein Ding
- Helene Lang – Narziss und Goldmund
- Gerhard Zeiss – Ich war noch niemals in New York

### Beste Filmmusik
Dascha Dauenhauer – Berlin Alexanderplatz
- Lorenz Dangel – Deutschstunde
- John Gürtler – Systemsprenger

### Beste Tongestaltung
Corinna Zink, Jonathan Schorr, Dominik Leube, Oscar Stiebitz, Gregor Bonse – Systemsprenger
- Simone Galavazi, Michel Schöpping – Berlin Alexanderplatz
- Andreas Mücke-Niesytka, Martin Steyer, Dominik Schleier, Benjamin Hörbe, Bettina Böhler – Undine

### Beste visuelle Effekte und Animation
Jan Stoltz, Claudius Urban – Die Känguru-Chroniken
- Frank Kaminski – Berlin Alexanderplatz
- Sven Martin – Ich war noch niemals in New York

### Besucherstärkster Film
Das perfekte Geheimnis – Lena Schömann, Bora Dagtekin

### Ehrenpreis
Edgar Reitz

## Vorauswahl
Drei Vorauswahlkommissionen (Spielfilm: 18 Mitglieder, Dokumentarfilm: 11, Kinderfilm: 10) wählten aus allen Einreichungen 27 Spielfilme, 15 Dokumentarfilme und acht Kinderfilme aus, die den Mitgliedern der Filmakademie zur Sichtung und Abstimmung über die Nominierungen vorgelegt wurden. Die vorausgewählten Spiel- und Kinderfilme wurden am 7. Januar 2020 bekanntgegeben, die Dokumentarfilme waren bereits am 16. Dezember 2019 veröffentlicht worden. Zu den Kinovorführungen der Kinderfilm-Kommission wurden erneut filmbegeisterte Schüler verschiedener Altersstufen eingeladen, deren Urteile bei der späteren Entscheidungsfindung berücksichtigt wurden.
Die über 2000 Mitglieder der Deutschen Filmakademie stimmten über die regulären Nominierungen in 17 Kategorien bis März 2020 per Onlinesichtung ab, bzw. konnten die Filme auf den 70. Internationalen Filmfestspielen Berlin in der Reihe LOLA at Berlinale (22. bis 29. Februar 2020) im Kino anschauen.
Nachfolgend sind alle 50 Filme der Vorauswahl des Deutschen Filmpreises 2020 im Überblick (die mit Sternchen versehene Produktionen erhielten später Nominierungen in einer der 17 Preiskategorien, Ehren- und Sonderpreise ausgenommen).

### Spielfilme
1. 7500 – Regie: Patrick Vollrath
2. Auerhaus – Regie: Neele Leana Vollmar
3. Berlin Alexanderplatz* – Regie: Burhan Qurbani
4. Deutschstunde* – Regie: Christian Schwochow
5. Es gilt das gesprochene Wort* – Regie: İlker Çatak
6. Der Fall Collini – Regie: Marco Kreuzpaintner
7. Freies Land* – Regie: Christian Alvart
8. Futur Drei – Regie: Faraz Shariat
9. Gipsy Queen* – Regie: Hüseyin Tabak
10. Gut gegen Nordwind – Regie: Vanessa Jopp
11. Ich war noch niemals in New York* – Regie: Philipp Stölzl
12. Ich war zuhause, aber… – Regie: Angela Schanelec
13. Die Känguru-Chroniken* – Regie: Dani Levy
14. Kokon – Regie: Leonie Krippendorff
15. Lara* – Regie: Jan-Ole Gerster
16. Lindenberg! Mach dein Ding* – Regie: Hermine Huntgeburth
17. Mein Ende. Dein Anfang.* – Regie: Mariko Minoguchi
18. Das melancholische Mädchen – Regie: Susanne Heinrich
19. Narziss und Goldmund* – Regie: Stefan Ruzowitzky
20. O Beautiful Night* – Regie: Xaver Böhm
21. Pelikanblut* – Regie: Katrin Gebbe
22. Das perfekte Geheimnis – Regie: Bora Dagtekin
23. Systemsprenger* – Regie: Nora Fingscheidt
24. Traumfabrik – Regie: Martin Schreier
25. Und der Zukunft zugewandt – Regie: Bernd Böhlich
26. Undine* – Regie: Christian Petzold
27. Das Vorspiel – Regie: Ina Weisse

### Dokumentarfilme
1. Aquarela – Regie Victor Kossakovsky
2. Born in Evin* – Regie Maryam Zaree
3. Bruderliebe – Regie Julia Horn
4. Cunningham – Regie Alla Kovgan
5. Dark Eden – Regie Jasmin Herold, Michael Beamish
6. Das Forum – Regie Marcus Vetter
7. Das geheime Leben der Bäume – Regie Jörg Adolph
8. Heimat ist ein Raum aus Zeit* – Regie Thomas Heise
9. Helmut Newton – The Bad and the Beautiful – Regie Gero von Boehm
10. Die Insel der hungrigen Geister – Regie Gabrielle Brady
11. Klasse Deutsch – Regie Florian Heinzen-Ziob
12. Lovemobil – Regie Elke Margarete Lehrenkrauss
13. Schlingensief – In das Schweigen hineinschreien* – Regie Bettina Böhler
14. The Whale and the Raven – Regie Mirjam Leuze
15. Weil Du nur einmal lebst – Die Toten Hosen auf Tour – Regie Cordula Kablitz-Post

### Kinderfilme
1. Als Hitler das rosa Kaninchen stahl* – Regie: Caroline Link
2. Fritzi – Eine Wendewundergeschichte* – Regie: Ralf Kukula, Matthias Bruhn
3. Die Heinzels – Rückkehr der Heinzelmännchen – Regie: Ute von Münchow-Pohl
4. Invisible Sue – Regie: Markus Dietrich
5. Mein Lotta-Leben – Alles Bingo mit Flamingo! – Regie: Neele Leana Vollmar
6. Ostwind – Aris Ankunft – Regie: Theresa von Eltz
7. TKKG – Regie: Robert Thalheim
8. Zu weit weg – Regie: Sarah Winkenstette